# Abbaye de Froidmont
Pour les articles homonymes, voir Froidmont (homonymie).
L'abbaye de Froidmont est une ancienne abbaye cistercienne située au bord de la forêt de Hez-Froidmont près de Froidmont et Hermes dans l'Oise. L'ensemble des bâtiments religieux ont été détruits à la Révolution. L'ensemble constitué des bergeries, du porche et du mur d'enceinte fait l’objet d’une inscription au titre des monuments historiques depuis le 27 décembre 1988. La grange fait l’objet d’un classement au titre des monuments historiques depuis le 4 décembre 1995.

## Histoire

### Fondation de l'abbaye
En 1134, Alix, dame d'Achy et de Bulles, fille de Hugues de Dammartin, à la mort de son époux Lancelin de Beauvais, fait don de ses terres situées sur le mont de Hermes, en forêt de Hez-Froidmont pour la fondation d'une communauté cistercienne. Une douzaine de religieux venus de l'abbaye Notre-Dame d'Ourscamp, dirigés par le moine Manasses s'installent dans un petit ermitage sur la butte du mont César en attendant les travaux menés sur les bords de la rivière Trye, au pied du mont de Hermes. Dès 1136, les travaux sont achevés et l'église est consacrée par Odon, évêque de Beauvais. Le monastère prend le nom de Notre-Dame de Trye. Elle ne prend le nom de Froidmont que dans les années 1150. L'ermitage abandonné sur le mont César prend le nom de Vieille abbaye et est transformé en ferme.
Dans une charte de 1137, le roi Louis VI le Gros met sous sa protection l'abbaye et l'exempte de tout pouvoir séculier. Une bulle du pape Eugène III datée d'août 1147 confirme la fondation, l'exempte de toutes les dîmes sur ses terres et menace d'excommunication toute personne attentant à la communauté et à ses biens.

### Évolution de l'abbaye au Moyen Âge
L'abbaye bénéficie de nombreuses donations des seigneurs des environs. En 1164, d'après la bulle du pape Alexandre III, elle est propriétaire de sept granges agricoles : la Vieille Abbaye (actuelle commune de Bailleul-sur-Thérain), Gouy (Noyers-Saint-Martin), Mauregard (Reuil-sur-Brêche, acquise en 1147), Grand Mesnil (Campremy, acquise en 1142), Brunvillers-la-Motte (acquise en 1156), La Verrière (Thury-sous-Clermont) et Porfondeval (Montreuil-sur-Thérain), toutes exploitées par des frères convers. L'état des granges de 1224 dénombre 255 vaches, 5 000 ovins, 134 chevaux de charrue et 227 domestiques. L'abbaye compte alors 150 religieux environs dont une centaine de frères convers. Parmi les moines de chœur, se trouve le poète Hélinand de Froidmont.
Le 4 mai 1204, une nouvelle bulle papale signée Innocent III vient confirmer les biens de l'abbaye et leur protection. Un diplôme de saint Louis, signé à La Neuville-en-Hez, confirme les biens de l'abbaye en 1258. L'abbaye subit un incendie à l'occasion de la Grande Jacquerie en 1358, ses terres sont détruites et son bétail volé. Réfugiés dans leur hôtel de Beauvais, les moines ne reviennent qu'au bout de deux ans. L'abbaye subit ensuite les Chevauchées anglaises. Pour s'en protéger, des fossés sont creusés autour des bâtiments abbatiaux. À la suite de ces désordres, l'abbaye décline, la règle est de moins en moins respectée, et les vocations baissent, sans faire baisser le train de vie de l'abbé.

### Le Régime de la commende
En 1528, François Ier nomme Claude de Beze, oncle de Théodore de Bèze, premier abbé commendataire. Celui-ci fait reconstruire une grande partie des bâtiments dont l'abbatiale, consacrée le 5 juin 1534. Une chapelle, dédiée à sainte Marguerite, est construite à l'entrée de l'abbaye pour desservir les serviteurs et habitants des environs. Odet de Coligny lui succède, sans venir à l'abbaye. Le monastère doit faire face à des difficultés financières importantes avec les contributions exceptionnelles demandées par le roi de France. Les moines doivent de nouveau fuir à plusieurs reprises à l'occasion des guerres de Religion. Henri IV leur accorde des lettres de sauvegarde en 1598.
Les relations restent difficiles avec l'abbé commendataire au cours du XVIIe siècle. Les moines obtiennent, à la suite d'un procès contre leur abbé en 1646, une meilleure répartition des revenus de l'abbé notamment pour entretenir les bâtiments. En 1666, Louis XIV fonde six messes basses pour le repos de l'âme de sa mère, Anne d'Autriche. Charles-Joachim Colbert de Croissy est nommé abbé en 1684. Futur évêque de Montpellier, il participe au retour de la règle dans l'abbaye. Il est alors connu pour ses idées jansénistes. Après la mort de Louis-Jacques d’Audibert de Lussan, Étienne-Charles de Loménie de Brienne est nommé abbé en 1769 d'un monastère mal entretenu. Il obtient du roi en 1774 l'autorisation de détruire les bâtiments les plus en ruine : la chapelle Saint-Marguerite, une partie du mur de clôture et plusieurs fermes. En 1781, un arrêt du Parlement de Paris interdit la distribution de l'aumône par l'abbaye le Jeudi Saint car elle attire trop de personnes.

### Suppression de l'institution et destinée des bâtiments

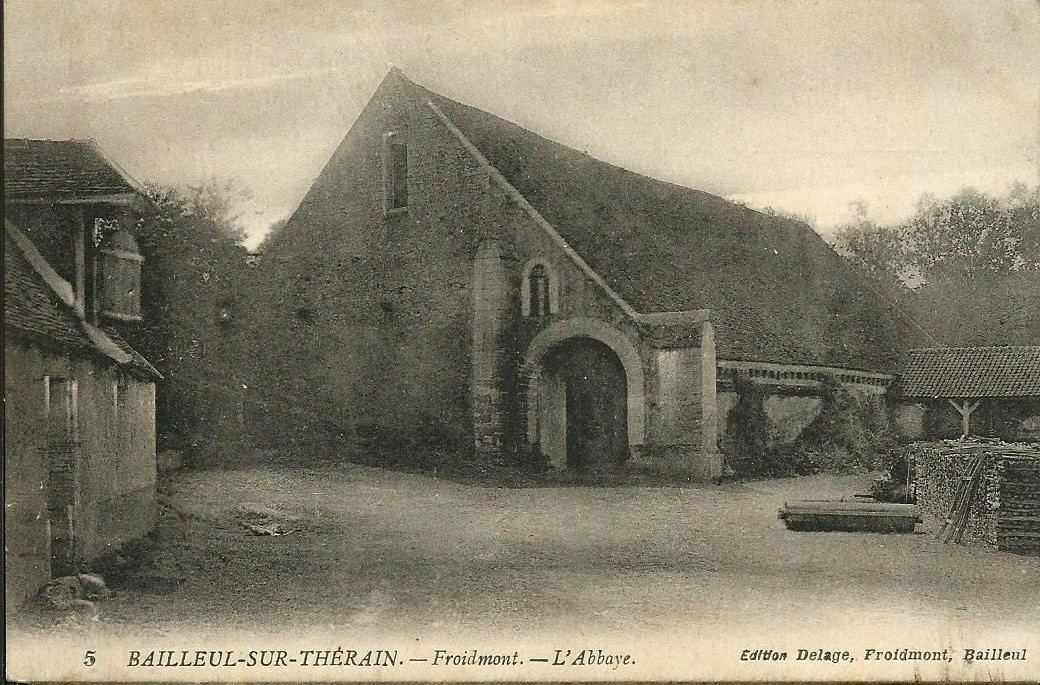
La grange monastique sur une carte postale vers 1900.

L'inventaire révolutionnaire des biens de l'abbaye a lieu le 5 mai 1790. Il ne reste alors que dix religieux et quatre domestiques dans le monastère. La bibliothèque contient 950 ouvrages et 20 manuscrits. Les moines sont expulsés des lieux le 1er janvier 1791 et les bâtiments mis en vente en septembre puis en octobre. Les nouveaux acquéreurs commencent par vendre les jardins et les boiseries et autres décors de l'église. Viennent ensuite la destruction des bâtiments et leur vente en matériaux de construction. En 1870, il ne reste plus que la ferme dite de la Basse-Cour et la grange.

## Architecture et description

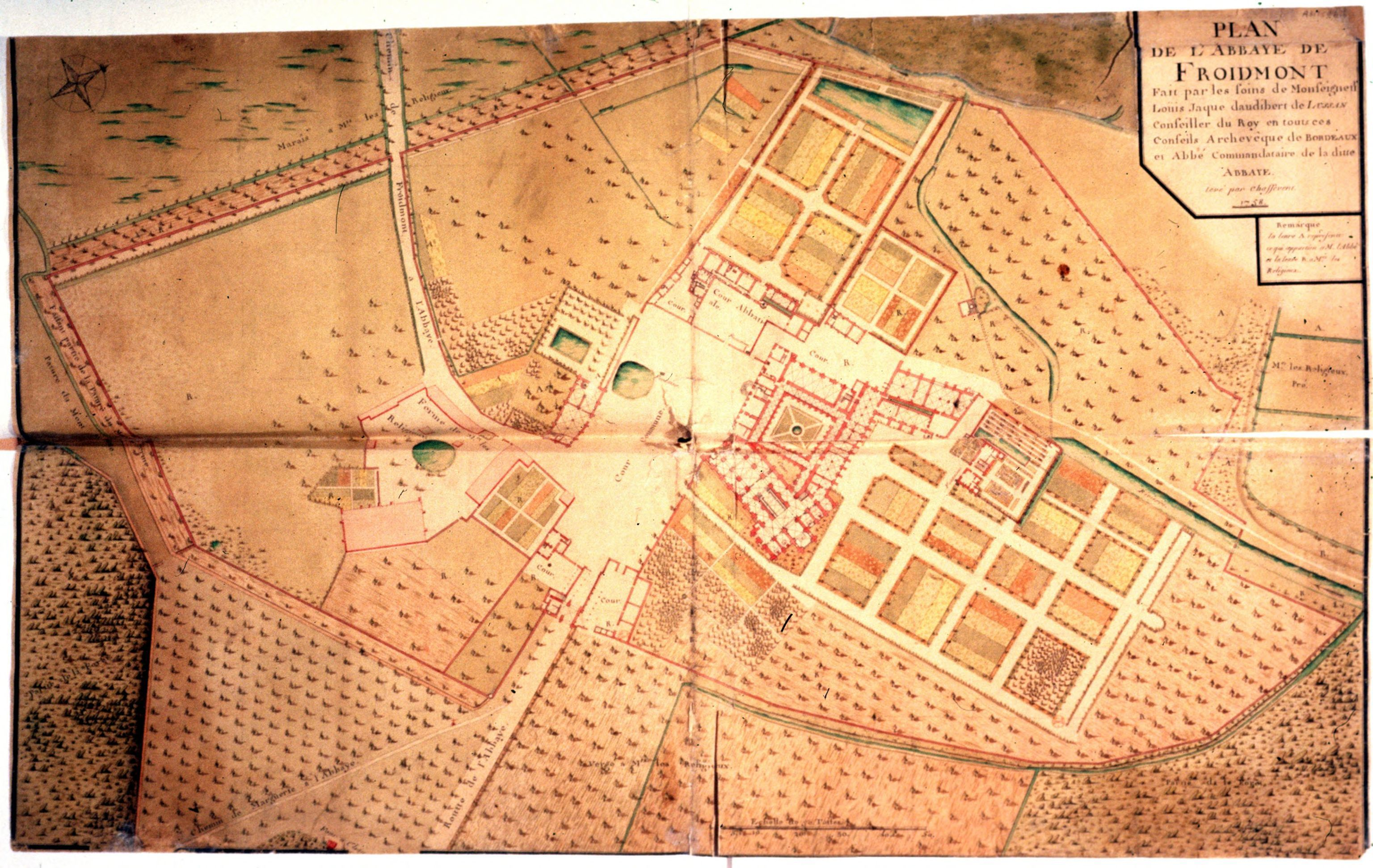
Plan de l'abbaye de Froidmont réalisé par Louis Jacques Daudibert de Lussan en 1758.

L'abbaye comprend actuellement les bâtiments de la grange, des communs, et un colombier. Le mur d'enceinte du XIIe siècle est en bon état et la grange monastique à charpente de chêne date des XIIIe et XIVe siècles.

### Le colombier
Le colombier est une tour haute et étroite datée de 1870 en briques de deux couleurs formant assises horizontales alternées. Il repose sur un soubassement plus ancien de pierre calcaire. Des chaînes harpées verticales, entrecoupées d'un cordon en partie haute, sont des pierres claires. Les ouvertures, la porte de soubassement, la porte du rez-de-chaussée, la porte du premier étage et la fenêtre d'envol donnant sur la cour de la ferme sont situées sur un même axe. Elles sont entourées (sauf la fenêtre) de pierre en harpes irrégulières. On observe d'autres fenêtres d'envol à l'arrière, ouvertes une travée sur deux. La toiture conique de tuiles plates est terminée par un épi de faîtage avec un pigeon d'arrêt.

## Filiation et dépendances
Froidemont est fille l'abbaye Notre-Dame d'Ourscamp.

## Liste des abbés de Froidmont

### Abbés réguliers
- Manassès (1136-1166)
- Pierre Ier (1166-1175 ?)
- Robert Ier (1177-1180)
- Guillaume Ier (1180-1193)
- Salicius (1193-1207)
- Henri Ier (1207-1214)
- Hugues (1214-1218)
- Albert (1218-1222)
- Guillaume II (1222-1224)
- Bernard (1224-1256)
- Josbert ou Hubert (1256-1265)
- Jean Ier (1265-1269)
- Jean II (1269-1274)
- Pierre II (1274-1288)
- Guillaume III (1288-1294)
- Hubert (1294-1295)
- Renaud (1295)
- Robert II de Pierrefonds (1295-1300)
- Pierre III (1300-1320 ?)
- Jean III de Hermes (1320 ?-1340)
- Jean IV de Chiry (1340-1365)
- Jean V de Lérins (1365-1393)

## Les Vers de la mort
Le poète Hélinand de Froidmont décide de devenir moine et entre au monastère cistercien de Froidmont où il composera les célèbres Vers de la Mort de 1194 à 1197.